# Göhren (Turingia)
Göhren es un municipio situado en el distrito de Altenburger Land, en el estado federado de Turingia (Alemania), a una altitud de 225 metros. Su población a finales de 2016 era de unos 400 habitantes y su densidad poblacional, 50 hab/km².
Dentro del distrito, el municipio está asociado a la mancomunidad (Verwaltungsgemeinschaft) de Rositz, cuya capital es Rositz. En su territorio se incluyen las pedanías de Gödern, Lossen, Lutschütz y Romschütz, antiguos municipios que se incorporaron al término municipal de Göhren entre 1938 y 1950.
Se conoce su existencia ya en documentos de 1181 a 1214. El topónimo es de origen sorbio y viene a significar "en la montaña". Originalmente pertenecía a los burgraves de Leisnig, pasando posteriormente a pertenecer a Altemburgo. Hasta la unificación de Turingia en 1920, pertenecía al ducado de Sajonia-Altemburgo.